# Karang Ayu
Karang Ayu is een bestuurslaag in het regentschap Semarang van de provincie Midden-Java, Indonesië. Karang Ayu telt 8221 inwoners (volkstelling 2010).